# 浙江农业大学
浙江农业大学，是中华人民共和国最早的农学院校之一，目前已经不存在。

## 历史
从1955年开始，恢复和建立了园艺、土壤及农业化学、畜牧兽医、茶叶等系和农业机械化专业。1957年开始，浙江农学院隶属于农业部领导；同年又改为以浙江省府领导为主，实行省府、农业部对浙江农学院的双重领导。
1958年9月，根据中央和省委指示，学校停课2年，全校师生员工下乡劳动。1959年11月，省农业干部学校和气象干部学校划归本院，定名为浙江农学院附设农业干部学校。
1960年3月，浙江农学院、天目林学院、舟山水产学院合并，成立浙江农业大学。浙江省农业科学研究所、林业研究所、水产研究所以及设在浙江的中国农业科学院茶叶研究所合并为浙江省农业科学院。浙江农业大学、浙江省农业科学院实行业务对口管理，校院统一领导，浙江省委书记李丰平兼任校长。同年秋，蚕桑系迁往诸暨牌头，合并诸暨蚕桑学校，建立诸暨蚕桑学院。
1962年2月，天目林学院、舟山水产学院恢复独立建制。农业干部学校划为省农业厅领导。撤销诸暨蚕桑学院，蚕桑系搬回杭州华家池学校本部。1964年经省委批准，浙江农业大学和浙江省农科院分开建制，至1965年12月，完成校院分开建制工作。
1952年由老浙江大学所属的农学院成立。1960年浙江农学院更名为浙江农业大学。1998年，浙江大学、浙江医科大学、杭州大学、浙江农业大学合并组建为新的浙江大学，浙江农业大学校本部更名为浙江大学华家池校区，1999年4月29日再次更名为浙江大学农业与生物技术学院。相关院系现属于浙江大学农业生命环境学部。

## 概况
四校合并前，浙江农业大学是一所省属重点大学。设有15个院系，建有18个博士点，1个博士后流动站。有教职员工1700余名，中科院院士1人。截至1998年2月，学校有各类在校学生7000 余人，其中博士研究生230余人，硕士生290余人，全日制本专科生3600 余人，外国留学生70余人， 函授、夜大、全脱产等成人学历教育学生2900 余人，在办学层次上形成完整的人才培养体系。

## 历任校长
浙江农学院院长
- 吴植椽 1952.12-1957.6
- 金孟加 1957.6-1960.3

浙江农业大学校长
- 李丰平 1960.3-1961.10
- 丁振麟 1961.10-1965.11
- 陈作霖 1978.4-1979.3
- 丁振麟 1979.3-1979.6
- 朱祖祥 1980.3-1983.10
- 陈子元 1983.10-1989.9
- 李德葆 1989.9-1993.3
- 夏英武 1993.3-1997.12
- 程家安 1997.12-1998.9

## 校園
浙江农业大学校園現為浙江大学华家池校区。2005年7月1日，「浙江大學華家池校區建築群」入選第二批杭州市历史建筑；2011年12月9日，「浙江大學華家池校區西齋、神農館」作为前者补充名单入選第六批杭州市历史建筑。包含這些建築的「浙江農業大學舊址」於2013年12月16日入選第五批杭州市文物保护单位，2017年1月13日入選第七批浙江省文物保护单位。
- 神農館
- 嫘祖館
- 西齋
- 東大樓
- 西大樓
- 和平館
- 民主馆
- 團結館
- 蠶桑館
- 土壤館
- 小二樓別墅群
- 紅五樓
- 华家池
- 植物園
- 農機實驗廠
- 卡特樓